# Muhtar
Ein Muhtar (von arabisch مختار, DMG muḫtār ‚gewählt‘) ist in der Türkei das Oberhaupt einer Dorfgemeinde (Dorfvorsteher) oder eine Person mit einigen staatlichen Aufgaben in einem Ortsteil einer Stadt (Ortsvorsteher). Er wird direkt von den Bürgern des Dorfes bzw. des Ortsteiles gewählt. Seine Amtszeit beträgt fünf Jahre.

## Dorf-Muhtar
Der Muhtar übernimmt Aufgaben der öffentlichen Verwaltung. Dazu gehören Aufgaben des Gesundheits-, Ordnungs-, Standes-, Bau- und Einwohnermeldewesens. Er schlichtet Streit und achtet auf die öffentliche Ordnung. Ihm zur Seite steht ein sogenannter Ältestenrat (ihtiyar heyeti), dem gewählte Mitglieder sowie der Dorfschullehrer und der örtliche Imam als „natürliche Mitglieder“ angehören.
Der Muhtar im Dorf hat im Allgemeinen mehr Befugnisse und Aufgaben als der Muhtar in einem Ortsteil einer Stadt.
Der Muhtar ist dem Vali bzw. dem Kaymakam unterstellt.